# 서울도시가스
서울도시가스 주식회사는 대한민국의 도시가스 기업으로, 대성홀딩스와 대성그룹에서 분리된 형제 기업이다.

## 논란
2023년 SG증권 발 주가폭락 사태에서 크게 주가가 하락하였다

## 같이 보기
- 대성홀딩스